# Kita-hanare-iwa
Kita-hanare-iwa är en kulle i Antarktis. Den ligger i Östantarktis. Norge gör anspråk på området. Toppen på Kita-hanare-iwa är 1 807 meter över havet.
Terrängen runt Kita-hanare-iwa är huvudsakligen platt, men västerut är den kuperad. Trakten är obefolkad. Det finns inga samhällen i närheten. 